# The Black Keys
I Black Keys sono un duo musicale statunitense formato ad Akron, in Ohio, nel 2001 da Daniel Auerbach (voce e chitarra) e Patrick Carney (batteria).
Riconosciuta come uno dei più rilevanti gruppi garage rock nel primo decennio degli anni 2000, la band, dalle forti radici blues rock, si affermò nella scena indie con il disco d'esordio, The Big Come Up, uscito nel 2002 per l'etichetta indipendente live. Sull'onda del successo del terzo album, Rubber Factory (2004), il gruppo ottenne un contratto discografico con una major, Nonesuch Records, nel 2006.
Dopo aver autoprodotto i primi quattro album, il duo realizzò il disco Attack & Release (2008) in uno studio professionale con il produttore Danger Mouse, che in seguito ha collaborato a più riprese con la band. Nel 2010 la band conseguì il successo commerciale con il sesto album, Brothers, vincitore di tre Grammy Awards e seguito da El Camino (2011), il cui singolo Lonely Boy vinse tre Grammy Awards. L'ottavo disco, Turn Blue (2014), fu il primo a raggiungere il primo posto nella classifica degli album negli Stati Uniti, in Canada e in Australia. Dopo alcuni anni di pausa, in cui i membri della band si dedicarono a progetti solistici e alla produzione di altri artisti, nel 2019 il gruppo è tornato sulle scene pubblicando l'album Let's Rock, cui sono seguiti altri dischi.

## Storia

### I primi anni eThe Big Come Up(2001–2002)
Dan Auerbach e Patrick Carney, nativi di Akron, si conoscono da quando erano bambini. Oltre a lavorare insieme nei primi anni del ventunesimo secolo cominciano a suonare in un duo mescolando la passione di Pat per i Devo, il noise rock e l'hip-hop con l'esperienza blues-elettrica di Dan tramandatagli da suo padre. Nel 2001 Dan prenota la sala di registrazione casalinga (nel seminterrato) di Patrick per registrare con la sua band di allora (The Barnburners). Dato che il gruppo non si presenta Pat e Dan improvvisando composero la prima canzone dei The Black Keys.
Il loro nome deriva da un artista che il padre di Auerbach, un mercante d'arte, supportava. Egli utilizzava il termine black keys come insulto per chiamare le persone. La band pubblicò il suo primo album The Big Come Up all'inizio del 2002, per la Alive Records.
L'album ottenne molto successo per una band indipendente. Così come il loro secondo album, fu interamente registrato nello scantinato del batterista Patrick Carney utilizzando un registratore ad 8 tracce dei primi anni '80. Dall'album furono estratti due singoli: Leavin' Trunk e She Said, She Said. Entrambi sono cover; Leavin' Trunk è un classico del blues e She Said, She Said è dei Beatles.
Successivamente I'll Be Your Man è stata usata come colonna sonora della serie Hung della HBO. Breaks è stata utilizzata nel film del 2008 RocknRolla. Busted è stata invece utilizzata nella serie tv Sons of Anarchy.

### Thickfreakness(2003)
La band pubblicò Thickfreakness ad aprile del 2003, sempre registrato nello scantinato di Carney.
L'album fu ben accolto dalla critica e vennero estratti tre singoli: Set You Free, Hard Row e una cover di Have Love, Will Travel. Set You Free fu scelta per la colonna sonora sia del film School of Rock, sia per la commedia del 2009 I Love You, Man, mentre Hard Row fu utilizzata nella prima puntata della prima stagione della serie tv Sons of Anarchy.
La band distribuì un split con in The Six Parts Seven il 16 settembre del 2003.

### Rubber Factory(2004–2005)
Rubber Factory è il terzo album dei The Black Keys, pubblicato dalla band nel 2004. Grazie a Thickfreakness e Rubber Factory la band ottenne visibilità e popolarità, che diedero una grande spinta alla loro carriera.
Rubber Factory fu registrato, all'inizio del 2004, in una fabbrica abbandonata situata ad Akron, che, secondo Carney, fu definitivamente demolita all'inizio del 2010.
L'album presenta i singoli 10 A.M. Automatic,  'Till I Get My Way, e Girl Is On My Mind commercializzati come EP.
When the Lights Go Out fu utilizzata per il trailer di Black Snake Moan. In più 10 A.M. Automatic fu utilizzata nei film Die Hard - Vivere o morire, American Sunshine, come colonna sonora dello show della MLB e in uno spot commerciale della American Express. Grown So Ugly è presente in Cloverfield e Girl Is On My Mind negli spot di Sony Ericsson e Victoria's Secret.
In questo periodo la band fece da spalla ad artisti come Pearl Jam, Beck, Radiohead e Sleater-Kinney.
Nel 2005 venne pubblicato anche la prima registrazione video live di un concerto: Live, registrata presso il The Metro Theatre di Sydney, il 18 marzo del 2005.
The Moan è un EP, pubblicato il 19 gennaio del 2004, contenente Have Love, Will Travel, una versione alternativa di Heavy Soul, e due cover.

### Magic Potion(2006–2007)
Il 2 maggio del 2006 i The Black Keys pubblicarono Chulahoma: The Songs of Junior Kimbrough, un EP di cover di Junior Kimbrough. Kimbrough fu un musicista blues e fondatore della Fat Possum Records, che la band avevano precedentemente reinterpretato in The Big Come Up.
Quattro giorni dopo venne pubblicato il loro primo album live: Live in Austin, TX, conosciuto anche come Thickfreakness in Austin, registrato il 24 ottobre del 2003.
Subito dopo vide la luce il loro quarto album: Magic Potion. Fu pubblicato per la Nonesuch Records, e include tre singoli: You're the One, Your Touch, e Just Got To Be. Your Touch fu inclusa nel film Zombieland del 2009 e nella serie tv Eastbound and Down.
Inoltre registrarono una cover di The Wicked Messenger per I'm Not There, e If You Ever Slip, una canzone scritta da Jesse Harris per la colonna sonora di L'amore giovane.

### Attack & Releasee il progettoBlakroc(2008–2009)
Attack & Release è il quinto album della band. È stato prodotto da Danger Mouse ed è stato pubblicato il 1º aprile del 2008, ma era presente in internet dal 4 marzo. L'album debuttò al 14º posto della classifica. I singoli dell'album furono: Strange Times, I Got Mine, e Same Old Thing. Strange Times è presente nei videogiochi Grand Theft Auto IV, NASCAR 09 e Driver: San Francisco. I Got Mine è stata posta al 23º posto dalla rivista Rolling Stone nella sua classifica delle 100 migliori canzoni del 2008. I Got Mine è usata come canzone principale nella serie The Bridge. Lies è stata usata in episodi di Big Love e Lie to Me, ed è stata reinterpretata da Kelly Clarkson durante il suo tour del 2009. So He Won't Break è presente in un episodio della serie One Tree Hill.
Secondo un'intervista, la band stava collaborando con Ike Turner per un album, prodotto da Danger Mouse, ma l'idea fu abbandonata a causa della morte di Turner nel dicembre del 2007. Alcune delle cose che avevamo finito di registrare suonano come Screamin' Jay Hawkins disse Carney.
Live at the Crystal Ballroom è la registrazione di un concerto pubblicato il 18 novembre 2008. Fu ripreso il 4 aprile del 2008 a Portland presso la Crystal Ballroom.
Il 17 ottobre del 2008, i The Black Keys aprirono il concerto dei Devo, in una manifestazione speciale all'Akron Civic Theater per il candidato presidente Barack Obama. Chrissie Hynde dei Pretenders, nata anche lei ad Akron, seguì la loro performance.
Il 6 luglio 2009 suonarono assieme a The Roots, TV on the Radio, Public Enemy, Antibalas, e altri al 2nd Annual Roots Picnic al Festival Pier a Filadelfia. Hanno anche partecipato, come giudici, al nono Independent Music Awards.
Il 10 febbraio del 2009, il cantante e chitarrista Dan Auerbach, pubblicò il suo primo album solista Keep It Hid. In questo periodo il batterista Patrick Carney formò un band indie rock chiamata Drummer, che ha pubblicato il suo primo album il 29 settembre del 2009.
Blakroc è un album nato dalla collaborazione fra i The Black Keys e diversi artisti hip hop pubblicato il Black Friday. Il progetto è stato ideato e supportato da Damon Dash, che è un grande fan della band. L'album presenta diversi rapper come Mos Def, RZA, Raekwon, Ludacris, Pharoahe Monch, Q-Tip, NOE, Jim Jones, Nicole Wray, M.O.P., and the late Ol' Dirty Bastard. Fu registrato a Brooklyn, New York. Sul sito ufficiale del progetto Auerbach ha affermato che lui e Carney preparavano questo progetto da quando avevano 16 anni.

### BrothersedEl Camino(2010–2013)
Brothers è stato pubblicato il 18 maggio 2010 ed è composto da 15 tracce.
Il disco ha venduto oltre 73 000 copie nella prima settimana, e conquistato la terza posizione nella classifica. Ha ottenuto il Grammy Award come miglior album di musica alternativa. Il CD presenta una sottile pellicola termica sulla superficie, che cambia colore in base alla temperatura circostante, variando dal nero assoluto al bianco crema con scritte (quando si posiziona nel lettore CD). Inoltre sono state pubblicate due tracce escluse dall'album; Ohio, un omaggio al loro paese di origine e Chop and Change che è stata successivamente utilizzata nella colonna sonora del film The Twilight Saga: Eclipse.
Nel marzo del 2011 hanno dichiarato di aver iniziato i lavori per il loro settimo album, presso il nuovo studio di Dan, a Nashville., registrazioni concluse il 14 luglio 2011. Il 26 ottobre è stato pubblicato il primo singolo dell'album Lonely Boy, mentre l'album è stato pubblicato il 6 dicembre 2011 con il titolo di El Camino ed un sound che richiama quello di artisti come The Clash e The Cramps. L'album ha avuto un grande successo in tutto il mondo, vendendo oltre 1,5 milioni di copie in meno di un anno e aggiudicandosi il Grammy Award 2013 per il miglior album rock, oltre ad essere nominato per l'album dell'anno. Inoltre, nella stessa occasione Lonely Boy è stata nominata nelle categorie canzone dell'anno, miglior canzone rock e miglior interpretazione hard rock.

### Turn Blue(2014–2015)
Il 21 marzo 2014 viene annunciato il titolo e la data di pubblicazione dell'ottavo album dei The Black Keys, Turn Blue, uscito il 13 maggio 2014. Il primo singolo estratto dall'album, Fever, è stato pubblicato il 24 marzo 2014. Successivamente sono stati estratti la title track dell'album e i singoli Bullet in the Brain, Gotta Get Away e Weight of Love.

### Let's Rock(2019)
Nel 2019 escono tre singoli: il 7 marzo Lo/Hi, seguito il 25 aprile successivo dal secondo singolo Eagle Birds e infine il 16 maggio 2019 dal terzo singolo Go, che hanno anticipato il nono album in studio Let's Rock, pubblicato il 28 giugno dello stesso anno.

### Delta Kream e Dropout Boogie(2021–2023)
Il 13 aprile 2021, i Black Keys hanno annunciato un album comprendente 11 cover di brani hill country blues dal titolo Delta Kream, che è uscito il 14 maggio 2021. È la loro seconda uscita di cover di hill country blues dopo l'EP Chulahoma nel 2006. L'annuncio è stato fatto attraverso il fan club Lonely Boys and Girls, attraverso il quale hanno anche presentato in anteprima la traccia di apertura dell'album, una cover della versione di Crawling Kingsnake di John Lee Hooker.
Il 13 maggio 2022 viene pubblicato l'album Dropout Boogie, anticipato dai singoli Wild Child e It Ain't Over. L'11 agosto 2023 la band pubblica il singolo No Lovin'', inserito nella compilation Tell Everybody! (21st Century Juke Joint Blues From Easy Eye Sound).

### Ohio Players(dal 2024)
Nel gennaio 2024 la band pubblica il singolo Beautiful People (Stay High), che anticipa l'album Ohio Players. Nel marzo 2024 al festival South by Southwest viene proiettato il docufilm This Is a Film About the Black Keys, diretto da Jeff Dupre; la band si esibisce sul palco di questo festival  il 14 e il 15 maggio. L'album, che vanta collaborazioni con Beck e Noel Gallagher, esce il 5 aprile 2024.

## Formazione
- Dan Auerbach – voce, chitarra, basso, piano, organo, tastiere, sintetizzatore (2001-presente)
- Patrick Carney – batteria, percussioni (2001-presente)

## Discografia
Album in studio
- 2002 – The Big Come Up
- 2003 – Thickfreakness
- 2004 – Rubber Factory
- 2006 – Magic Potion
- 2008 – Attack & Release
- 2010 – Brothers
- 2011 – El Camino
- 2014 – Turn Blue
- 2019 – Let's Rock
- 2021 – Delta Kream
- 2022 – Dropout Boogie
- 2024 – Ohio Players
- 2025 - No Rain, No Flowers